# Arriba (Little Big e Tatarka)
Arriba è un singolo del gruppo musicale russo Little Big e della cantante russa Tatarka, pubblicato il 31 agosto 2019.
Il brano vede la partecipazione del gruppo britannico Clean Bandit.

## Video musicale
Il video musicale è stato pubblicato sul canale YouTube di Wow TV.

## Classifiche
| Classifica (2019) | Posizione massima |
| ----------------- | ----------------- |
| Russia            | 110               |